# Ken Khouri
Kenneth Lloyd Khouri (1917 in Saint Mary – 20. September 2003 in Kingston) war ein jamaikanischer Unternehmer, Musikproduzent und Studiobesitzer. Mit seinem 1947 gegründeten Studiolabel Records Limited, aus dem 1957 Federal Records hervorging, gründete er das erste Aufnahmestudio auf Jamaika. Khouri sah sich selbst als Paten der ersten jamaikanischen Musikproduzenten wie Coxsone Dodd, Duke Reid, Prince Buster, King Edwards und Lloyd „Matador“ Daley.

## Werdegang

Sh-Boom von The Chords (1954)

Kenneth Khouri wurde 1917 in Saint Mary geboren und ist in Kingston aufgewachsen. Ken hatte drei ältere Schwestern und war der einzige Sohn eines libanesischen Vaters und einer kubanischstämmigen Mutter. Der Vater war im Textilwarenhandel tätig und betrieb mehrere Läden auf dem Land, später auch Möbelgeschäfte in Kingston, wo Ken aushalf.
Als der Vater erkrankte, begleitete ihn Ken mit Norman Manleys Erlaubnis nach Florida, wo er im Jackson Memorial Hospital operiert wurde. In Miami kaufte Ken für 400 US-Dollar ein gebrauchtes, tragbares Mitschnittgerät („direct-to-disc recorder“), mit dem man Töne direkt auf Schallplatte aufnehmen konnte, inklusive 100 Rohlinge. Wieder zurück auf Jamaika begann er Aufnahmen anzubieten. Die Menschen waren fasziniert davon, ihre Stimme von Schallplatte zu hören, und zahlten 50 Schillinge pro Disk. Auch Kirchengemeinden gaben Stimmaufnahmen in Auftrag. Khouri erkannte das kommerzielle und künstlerische Potenzial der Maschine und fing an, Musik aufzunehmen. In den umliegenden Nachtklubs nahm er Calypso-Songs live auf. Die Master-Disks schickte er mit der Post zu Decca Records nach London, wo sie auf handelsübliche Schallplatten kopiert wurden.
Um das Jahr 1947 richtete Khouri mit seiner Frau Gloria in der King Street 129 ein Aufnahmestudio ein, das sie Records Limited nannten, weit vor Stanley Mottas Recording Studio MRS (1950) in der Hanover Street und Dada Tewaris Jamaican Recording Company (1953). Die technische Ausstattung (Mikrofon, einspuriges Aufnahmegerät) besorgten sie sich in Kalifornien.
Für Verkauf und Vertrieb ging Khouri eine Partnerschaft mit dem Ladeninhaber Alec Durie ein, der in der King Street von Downtown Kingston den Times Variety Store führte. Ihr gemeinsames Musiklabel nannten sie darum Times Records. Im August 1951 hatte Times Records zehn 78er-Singles von Lord Flea, einem jamaikanischen Calypso-Sänger, veröffentlicht. Im Juni 1953 erschienen die Songs Girl and Boy, Gimme More, Ten Penny Nail und Rum and Coconut Water von Hubert Porter.
Im November 1954 wurde King Street 129 die Pioneer Company gegründet. Auf einer Geschäftsreise nach New York City kontaktierte Khouri Mercury Records, für die er fortan auf Jamaika aktuelle Lizenzplatten fertigte wie Skokiaan von August Msarurgwa, Sh-Boom von The Chords und The Little Shoemaker von The Gaylords.
Im Herbst 1957 zog Khouri ins Industriegebiet am Marcus Garvey Drive 220 und gründete seine neue Firma Federal Record Manufactoring Company Limited. Die Unternehmung umfasste ein Aufnahmestudio, ein Mastering Studio, ein Fotolabor mit Gestaltungsabteilung und das Plattenpresswerk. Damit konnte Federal den gesamten Prozess von der Aufnahme bis zur fertig gestalteten Schallplatte anbieten. Als Tontechniker engagierte er den erfahrenen Australier Graeme Goodall, der für das private Radio Jamaica Rediffusion (RJR) nach Jamaika gekommen war und die nächsten 15 Jahre bei Federal blieb. Goodall wurde 1959 Mitgründer von Island Records. Khouri hingegen hatte Chris Blackwells Angebot abgelehnt, produzierte jedoch mit Lance Haywood at the Half Moon Hotel, Montego Bay (Island, CB21) die erste Aufnahme des jungen Plattenlabels. Außerdem produzierte er kurzlebige Azetate für die einheimischen Soundsysteme, zum Spiel für Duke Reid The Trojan und Sir Coxsone Downbeat.

“I was one of the earliest persons to record at his studios (…) he usually had the rights for labels such as Decca, Capitol, and Brunswick, and he would allow me to scratch off the labels — which would give me a jump on the market ahead of competitors before he would release them.”

„Ich war einer der ersten, der in seinen Studios Aufnahmen machte (…) üblicherweise hatte er die Rechte für Labels wie Decca, Capitol und Brunswick, und er erlaubte mir, die Etiketten abzukratzen – wodurch ich einen Vorsprung gegenüber der Konkurrenz hatte, bevor er sie auf den Markt brachte.“

Derrick Harriott nahm 1960 seine ersten Produktionen bei Federal auf, darunter sein größter Hit, der R&B-Song What Can I Do aka The Wedding Song Mit seinem Sublabel Merritone Records war Khouri 1966 maßgeblich an der Entstehung des Rocksteady beteiligt. Die Songs Take It Easy und Sound and Pressure von Hopeton Lewis, die als frühe Rocksteady-Nummern gelten, wurden 1966 von Lynn Taitt und Gladstone Anderson in den Federal-Studios arrangiert und eingespielt.
Als ab 1973 der Roots-Reggae mit gesellschaftskritischen Texten aufkam, blieb Khouris Unternehmen auf Abstand und veröffentlichte eher leichte und gutgelaunte Nummern, wie zum Beispiel Everything I Own von Ken Boothe, das via Trojan Records bis auf Platz 1 der UK Singles Charts vordrang.
Nachdem sich Premierminister Michael Manley von der regierenden People’s National Party (PNP) Mitte der 1970er Jahre dem Sozialismus und der Sowjetunion zuwandte, zog Khouri nach Miami, Florida. Als im Oktober 1980 die konservative Jamaica Labour Party (JLP) von Edward Seaga die Wahl gewonnen hatte, kehrte Khouri nach Jamaika zurück. Im Jahr 1981 verkaufte er das Studio und das Plattenpresswerk an Bob Marleys Musiklabel Tuff Gong und behielt nur die Tochterfirma KK Mastering in Florida, die von seinem Sohn Paul Khouri weitergeführt wurde.

## Familie
Ken Khouri hatte mit seiner Frau Gloria zwei Söhne, Richard (* 1943) und Paul (* 1946), die beide in der Musikindustrie tätig sind.

## Ehrungen
Kenneth Khouri wurde 2001 in die Caribbean Hall of Fame der Caribbean Development for Arts and Culture Foundation aufgenommen und erhielt 2003 vom Institute of Jamaica die Musgrave-Medaille in Silber für seinen wichtigen Beitrag zur jamaikanischen Musikindustrie.

## Produktionen (Auswahl)
- 1951: The Naughty Little Flea (Where Did the Little Flea Go) – Lord Flea & His Calypsonians (Times Records)
- 1951: Calypsos from Jamaica – Hubert Porter & The Jamaican Calypsonians (Times Store/Dub Store)
- 1958: Mambo Jamaica / Morgan’s Mento – Sir Horace & His Merry Knights (Kalypso, 45/XX 03)
- 1958: Sweet Jamaica / Mama No Want No Rice No Pea – The Jamaican Calypsonians (Kalypso, 45/XX 05)
- 1963: Panorama – The West India Regiment Steel Band (Starline)
- 1964: Pan Goes to College – University Esso Steel Orchestra (Starline)
- 1964: Caribbean Joy Ride – Byron Lee & The Dragonaires (Starline)
- 1965: Guitar in Ernest – Ernest Ranglin (Federal/RCA Victor)
- 1968: I’ll Remember Jamaica with Archie Lewis (Federal)
- 1969: Softly with Ranglin – Ernest Ranglin (Twilight)
- 1975: Tears on My Pillow – Johnny Nash (CBS)